# Stiphrornis erythrothorax
Stiphrornis erythrothorax — вид воробьиных птиц из семейства мухоловковых. Ранее его помещали в семейство дроздовые. Учёные относят вид к монотипичному роду Stiphrornis

## Описание
Общая длина птиц составляет примерно 12 см.

## Подвиды
- Stiphrornis erythrothorax Hartlaub, 1855 — африканская лесная зарянка, псевдокалат
- Stiphrornis sanghensis Beresford et Cracraft, 1999

В 2016 году было описано три новых вида рода Stiphrornis, которые позднее стали рассматривать подвидами вида Stiphrornis erythrothorax
- Stiphrornis dahomeyensis
- Stiphrornis inexpectatus
- Stiphrornis rudderi

При этом существует мнение, что весь род является в реальности одним видом.